# Tage Magnusson
Anders Tage Magnusson, född 9 augusti 1910 i Vänersnäs församling, Skaraborgs län, död 13 juli 2005 i Borås Gustav Adolfs församling, Västra Götalands län, var en svensk riksdagspolitiker (moderat).
Magnusson var riksdagsledamot i första kammaren 1952–1956, invald i Älvsborgs läns valkrets. Han tillhörde därefter andra kammaren 1957–1970, invald i Älvsborgs läns södra valkrets. Han var ledamot i den nya enkammarriksdagen från dess tillkomst 1971. Han var andre vice talman 1976–1979.